# Zgornje Gradišče
Zgornje Gradišče je naselje v Občini Šentilj.